# Ozothamnus cuneifolius
Ozothamnus cuneifolius là một loài thực vật có hoa trong họ Cúc. Loài này được (F.Muell. ex Benth.) Anderb. mô tả khoa học đầu tiên năm 1991.